# Sjenke zaboravljenih predaka
Sjenke zaboravljenih predaka (ukrajinski: Тіні забутих предків) sovjetski je dramski igrani film snimljen 1965. u režiji Sergeja Paradžanova, koji se smatra jednim od najznačajnijih ostvarenja tadašnje sovjetske kinematografije. 
Predstavlja adaptaciju istoimene priče ukrajinskog pisca Myhajla Kocjubynskog. Radnja je smještena u karpatske planine na zapadu Ukrajine, odnosno u zabačeno područje koje naseljavaju Guculi. Protagonist, čiji lik tumači Ivan Mykolajčuk je Ivan, mladi Gucul koji će se iz ljubavi oženiti za Maričku, kćer čovjeka koji je ubio njegovog oca, ali će nakon Maričkine tragične smrti neuspješno pokušati utjehu u drugoj ženi po imenu Palagna. 
U filmu se teži za što preciznijim etnografskim detaljima, odnosno što potpunijem prikazu tradicionalnog života Gucula; Paradžanov je u njemu koristio i brojne inventivne tehnike kadriranja, ali i snažnu kršćansku i pogansku simboliku s brojnim scenama snoviđenja, a zbog čega se Sjenke zaboravljenih predaka smatra dotada nezamislivim odmakom od načela socrealizma u sovjetskoj kinematografiji, odnosno prvim koje se nakon dugo vremena moglo nazvati art filmom. Paradžanovljevo ostvarenje je prikazano na stranim festivalima gdje je izazvalo oduševljenje, a od Paradžanova učinilo međunarodnu zvijezdu. U samom SSSR-u je (izvan Ukrajine) bio u saveznoj distribuciji prikazan na izvornom ukrajinskom jeziku umjesto s ruskom sinkronizacijom, a što je dotada također bila rijetkost. Sam Paradžanov ga je smatrao svojim prvim "pravim" filmom, proglasivši sve ranije naslove iz svoje filmografije "smećem". To je, međutim, predstavljalo i posljednji film koji nije izazvao probleme s cenzurom i sovjetskim vlastima, što će Paradžanova mučiti do kraja karijere.
Sjenke zaboravljenih predaka imale su značajan utjecaj na Emira Kusturicu koji im je odao priznanje u pojedinim scenama svog filma Podzemlje.

## Vanjske poveznice
- (engl.) Parajanov.com – Vijesti